# Baljuwschap Rijnland
Het baljuwschap Rijnland  was een tot het graafschap Holland behorend baljuwschap.
Graaf Willem II van Holland (1234-1256) stichtte naar Vlaams voorbeeld vier baljuwschappen, waar namens hem recht kon worden gesproken. Het waren van noord naar zuid:
- Kennemerland
- Noord-Holland, later Rijnland genoemd
- Zuid-Holland
- Zeeland.

Het baljuwschap Noord-Holland lag vrijwel geheel binnen de huidige provincie Zuid-Holland. De grens tussen de baljuwschappen Noord-Holland en Zuid-Holland werd gevormd door de Maasmond, de Merwede en de Hollandse IJssel.
Van het baljuwschap Rijnland worden later de baljuwschappen Delfland en Schieland afgescheiden. Deze twee baljuwschappen werden voor het eerst in 1273 (Delfland 1289) vermeld.
In 1404 wordt het baljuwschap Voshol met de heerlijkheden Zwammerdam, Ter Aar en Reeuwijk van Rijnland afgescheiden.
In 1581 werd het baljuwschap opnieuw verkleind. De heerlijkheden Voorhout, Noordwijkerhout, Lisse en Hillegom gingen een nieuw baljuwschap vormen: Rijnlandsgevolg.
De baljuw van Rijnland was tot 1724 tevens ambachtsheer van Nieuwveen, Zevenhoven, Noorden, Zuid-Waddinxveen en Benthorn. Aan deze situatie kwam een eind doordat de Staten van Holland deze vijf heerlijkheden verkochten.
Het gebied van het baljuwschap was beduidend kleiner dan het gebied van het hoogheemraadschap van Rijnland. Buiten het baljuwschap vielen de hoge heerlijkheden.
Met de komst van de Bataafse Republiek in 1795 kwam er een einde aan het baljuwschap.
Tot het baljuwschap behoorden de volgende ambachtsheerlijkheden:
1. Leiderdorp
2. Alphen met Rietveld
3. Oudshoorn
4. Gnephoek
5. Aarlanderveen met Pulmot
6. Rijnsaterwoude
7. Leimuiden
8. Vriezekoop
9. Kalslagen
10. Kudelstaart
11. Zevenhoven en Noorden
12. Nieuwveen
13. Uiterbuurt
14. Zoeterwoude
15. Stompwijk
16. Willesveen
17. Tedingerbroek
18. Zoetermeer
19. Zegwaard
20. Benthorn
21. Voorburg
22. Zuid-Waddinxveen
23. Noord-Waddinxveen
24. Middelburg
25. Sluipwijk
26. Sassenheim
27. Vennip